# Deborah Lipstadt
Pour les articles homonymes, voir Lipstadt.
Deborah Esther Lipstadt, née le 18 mars 1947 à New York, est une historienne américaine. Elle est professeur en études juives (« Modern Jewish and Holocaust Studies ») à l'université Emory. Deborah Lipstadt a obtenu son BA du City College of New York et ses MA et Ph.D. de l'université Brandeis.

## Biographie
Depuis mai 2022, elle est envoyée spéciale chargée de surveiller et de combattre l'antisémitisme, fonction relevant du département d'État des États-Unis.

## Conflit avec David Irving
Elle est l'auteur de travaux reconnus sur le négationnisme dont un ouvrage intitulé Denying the Holocaust (1993), pour lequel elle fut poursuivie en justice en même temps que son éditeur Penguin Books par l'auteur britannique David Irving qu'elle désignait comme négateur de la Shoah. Le procès eut lieu à Londres et débuta le 11 janvier 2000 pour se terminer le 11 avril 2000 sur un verdict favorable à Lipstadt et son éditeur. Le juge Charles Gray chargé de l'affaire estima Irving coupable d'avoir délibérément manipulé des faits historiques à des fins idéologiques personnelles (« for his own ideological reasons [David Irving] persistently and deliberately misrepresented and manipulated historical evidence »).
Le juge Gray a déclaré que les propos tenus par Irving dans ses ouvrages étaient négationnistes, antisémites, racistes et donnaient à voir Hitler sous un jour favorable sur la question du génocide. Il a également rappelé la proximité de l'essayiste avec des milieux de l'extrême droite néo-nazie (« active Holocaust denier; that he is anti-semite and racist, and that he associates with right-wing extremists who promote neo-Nazism »).
David Irving a été entièrement ruiné, les frais de justice s'élevant à 2 millions de livres sterling versés à Deborah Lipstadt et à Penguin books. Il a dû vendre sa maison et tous ses biens.
En dépit de son procès avec David Irving, Lipstadt a déclaré qu'elle est personnellement opposée à la peine de prison de trois ans en Autriche imposée à Irving pour deux discours qu'il a tenus en 1989, où il aurait prétendu qu'il n'y avait pas eu de chambres à gaz à Auschwitz. Parlant d'Irving, Lipstadt a déclaré: « Je ne suis pas à l'aise avec le fait d'emprisonner des gens du fait de leurs propos. Qu'il s'en aille et qu'il disparaisse des écrans de radar de tout le monde... En général, je ne pense pas que la négation de l'Holocauste devrait être un crime. Je suis une personne pour la liberté d'expression, je suis contre la censure »,.
En 2016, le réalisateur Mick Jackson tourne Le Procès du siècle, un film tiré du livre que Deborah Lipstadt écrivit à la suite du procès.

## Publications
- (en) The Zionist career of Louis Lipsky (1900-1921), Ann Arbor, 1977.
- (en) Beyond belief: the American press and the coming of the Holocaust (1933-1945), New York, Free Press, 1986  (ISBN 0-02-919160-2).
- (en) Denying the Holocaust: the growing assault on truth and memory, New York et Toronto, Free Press-Maxwell Macmillan, 1993  (ISBN 0-02-919235-8) ; rééd. Penguin Book  (ISBN 0-14-024157-4).
- (en) The fragility of memory: reflections on the Holocaust, précédé de Christopher R. Browning Ordinary Germans or ordinary men, Discours pour l'inauguration de la Dorot Chair of Modern Jewish and Holocaust Studies, Atlanta, Emory University, 1994.
- (en) History on trial: my day in court with David Irving, New York, Ecco, 2005 ; rééd. History on Trial: My Day in Court with a Holocaust Denier, Harper Perennial, 2006  (ISBN 0-06-059377-6).
- (en) avec Samuel G. Freedman et Chaim Seidler-Feller, American Jewry and the college campus: best of times or worst of times?, New York, Dorothy and Julius Koppelman Institute on American Jewish-Israeli Relations, American Jewish Committee, 2005.
- (en) The Eichmann Trial. Nextbook. Schoken Books, New York, 2011.  (ISBN 9780805242607)